# Sint-Martinuskerk (Born)
De Sint-Martinuskerk is de parochiekerk van Born, gelegen aan de Bronstraat.
Terwijl er reeds eerder een kerk in Born heeft gestaan, stamt de huidige kerk van 1906. Deze kerk, die gebouwd werd op dezelfde plaats als zijn voorganger, werd ontworpen door Caspar Franssen. Het is een bakstenen basilicale kerk in neogotische stijl, en in 1959 werd nog een kruisbeuk toegevoegd, ontworpen door Joseph Franssen. De omlijstingen worden, in een andere kleur baksteen, extra geaccentueerd.
De kerk liep in 1944 aanzienlijke oorlogsschade op welke omstreeks 1946 werd gerestaureerd. Ook de Aardbeving bij Roermond van 1992 veroorzaakte schade, welke in 1995 werd hersteld.
De kerk heeft een aangebouwde toren in de voorgevel, welke vier geledingen telt en gedekt wordt door een ingesnoerde naaldspits.
Het interieur van de kerk wordt gekenmerkt door schoon metselwerk, een klein deel der velden is wit gepleisterd. Het kerkmeubilair is voornamelijk neogotisch. De kerk heeft glas-in-loodramen van Atelier F. Nicolas en Zonen. Een gepolychromeerd Sint-Barbarabeeld (omstreeks 1500) wordt toegeschreven aan Jan van Steffeswert. De kerk bezit een 16e-eeuws wijwatervat en de klokken zijn van 1494 en 1748.
De kerk is, met uitzondering van de nieuwere delen, geklasseerd als rijksmonument.